# 이현수 (소설가)
이현수(李賢洙, 1959년~)는 대한민국의 소설가이다. 1991년 충청일보 신춘문예에 단편 《그 재난의 조짐은 손가락에서부터 시작되었다》로 등단했으며, 무영문학상, 제비꽃 서민소설상 등을 수상했다.

## 수상
- 1996년: 김유정문학상
- 1997년: 문학동네신인상
- 2003년: 제4회 무영문학상
- 2007년: 제2회 제비꽃서민소설상
- 2010년: 한무숙문학상